# Розенберг Руслан Володимирович
Русла́н Володи́мирович Розенбе́рг — полковник Збройних сил України.
2009 року в складі українських миротворчих сил перебував у Ліберії, командир екіпажу Мі-8. Станом на грудень 2011 року — т. в. о. 7-го полку армійської авіації.

## Нагороди
21 жовтня 2014 року — за особисту мужність і героїзм, виявлені у захисті державного суверенітету та територіальної цілісності України, вірність військовій присязі під час російсько-української війни, відзначений — нагороджений орденом Богдана Хмельницького III ступеня.

## Звинувачення
У січні 2024-го ДБР з ініціативи ВКР СБУ сфабрикувало справу проти полковника Розенберга.
На початку 2022 року командир авіаційної бригади Національної гвардії України, що розташована в м. Олександрія Кіровоградської області, льотчик першого класу, учасник бойових дій, полковник Руслан Розенберг дістав наказ Головного управління Національної гвардії України на відновлення одного з аеродромів у звʼязку зі початком збройної агресії росії.
Таке відновлення потребувало створення пункту заправки пальним, для чого виникла потреба придбати резервуари для авіаційного палива.
Зважаючи на ту обставину, що у зв’язку з початком вторгнення Кабмін дозволив військовим не проводити довготривалі тендерні процедури, але й не встановив чіткого порядку проведення оборонних закупівель, для забезпечення принципу ефективності використання коштів, офіцери, відповідальні за закупівлю, надіслали три запити й дістали три цінові (комерційні) пропозиції на предмет закупівлі від ТОВ «ТД «Роботенкс», ТОВ «Скіф-аналіт», ТОВ «Петрометал Україна», серед яких пропозицію ТОВ «ТД «Роботенкс» визнали найменшою (економічно вигіднішою), про що офіцери доповіли командиру.
Зважаючи на те, що пропозиція ТОВ «ТД «Роботенкс» була найнижчою, з цим підприємством 21.07.2022 року було укладено Договір про закупівлю товарів за державні кошти No 3/ПММ про постачання резервуарів стальних горизонтальних РГС-50 для зберігання авіаційного палива у кількості 13 штук по ціні 1 050 000,00 грн. з а один резервуар, на загальну суму 13 650 000,00 грн. та РГС-25 у кількості 8 штук по ціні 785 500,00 грн. за один резервуар на загальну суму 6 284 000,00 грн.
Загальна сума договору становила 19 934 000 грн. З моменту укладення й до моменту виконання ціни на товар у договорі не змінювались. 
У сам договір внесли пункт, згідно з яким відповідальність за шкоду, завдану в умовах правового режиму воєнного стану обороноздатності, державній, економічній безпеці (стосується якості, кількості, завищеної ціни товару) за ціноутворення, у повному обсязі покладається на постачальника. Кошти переказано підприємству в повному обсязі, товар виготовлений та поставлений військовій частині, завдання вищого командування з відновлення аеродрому виконано.
Однак у січні 2024 року Державним бюро розслідувань (Третім слідчим відділом з дислокацією у м. Кропивницькому) Територіального управління Державного бюро розслідувань, розташованого у місті Миколаєві, порушено кримінальне провадження № 42024121550000001 від 03.01.2024 за частиною 4 статті 425 кК України (недбале ставлення до військової служби).
29 червня 2024 року у згаданому кримінальному провадженні було повідомлено про підозру полковнику Руслану Розенбергу.
Підставою для підозри стало те, що полковник Руслан Розенберг займаючи посаду командира військової частини, нібито, недбало виконав покладені на нього посадові обов’язки, зокрема, неналежно здійснював контроль за виконанням функціональних обов’язків офіцерами, відповідальними за закупівлю резервуарів, що призвело до закупівлі цього майна за завищеними цінами.
За версією слідства, станом на липень 2022 року ринкова ціна за один резервуар РГС-25 становила 259 812,67 грн, а за один резервуар РГС-50 — 458 442,67 грн, а отже, держава переплатила за закуплені резервуари 11 895 743,60 грн.
При цьому слід звернути увагу, що на своєму офіційному сайті ДБР по іншому описує обставини вчинення офіцером кримінального правопорушення, зазначаючи, що воно полягає у тому, що після укладення договорів комерсанти у документації штучно завищили вартість продукції, а посадовець військової частини не перевірив зміну суми у договорі.
Тобто публічне звинувачення не відповідало офіційному.
Однак, задовго до відкриття кримінального провадження постачальником було ініційовано проведення у Незалежному інституті судових експертиз судової товарознавчої експертизи, з метою визначення ринкової вартості проданого товариством обладнання (резервуарів горизонтальних сталевих РГС-25 та РГС-50) на умовах укладених договорів із установами державної форми власності, в тому числі, і Договору № 3/ПММ від 21.07.2022, який було укладено із військовою частиною 2269 Національної гвардії України.
За результатами проведення цієї експертизи експерт Незалежного інституту судових експертиз склав Висновок № 10225 від 11.10.2023 р., відповідно до якого вартість резервуарів, закуплених військовиками, відповідає ринковій ціні.
Попри це Кропивницькою спеціалізованою прокуратурою у військовій та оборонній сфері Південного регіону ініціюється обрання Руслану Розенбергу запобіжного заходу й 23 липня 2024 року Кропивницький апеляційний суд бере його під варту в залі суду обґрунтовуючи це тим, що … командир фактично заволодів коштами в особливо-великих розмірах отримавши згадані 11 895 743,60 грн.
Зважаючи на ту обставину, що офіційно його підозрюють у недбалому ставленні до служби (яке вчинити можна тільки з необережності)  суд фактично саджає його до СІЗО за необережне заволодіння державними коштами,… що є відверто абсурдним.
В кінцевому результаті склалась ситуація, де публічне звинувачення одне, офіційне - інше, а сидить бойовий офіцер взагалі за третє.
Незрозумілі дії відбувались із заставою, яку то збільшують, то зменшують, то знову хочуть збільшити до 6 мільйонів гривень.
16 вересня 2024 року ухвалою Кропивницького апеляційного суду заставу полковнику Розенбергу було істотно зменшено (до 393 000 грн.) 
Справа набула широкого суспільного резонансу, тому волонтерами було організовано збір коштів на заставу офіцеру та забезпечено їх перерахування на ці цілі, завдяки чому полковник Руслан Розенберг був звільнений з Кропивницького СІЗО де він утримувався.